# Saint Paul (eiland)

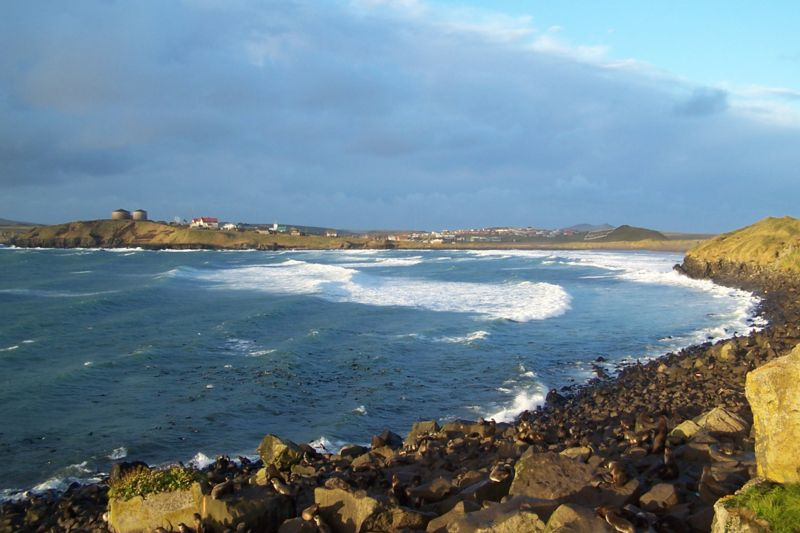
Rotskust van Saint Paul met op de achtergrond de stad St. Paul

Saint Paul (Engels: Saint Paul Island) is een eiland in de Beringzee, behorend tot de eilandengroep de Pribilofeilanden binnen de Amerikaanse staat Alaska. Het eiland heeft een oppervlakte van 104 km². Op het eiland wonen 532 mensen, waarvan 457 (86%) oorspronkelijke bewoners zijn. De belangrijkste plaats op Saint Paul is St. Paul, met 460 inwoners. De dichtstbijzijnde eilanden zijn:
- Ten zuidwesten van Saint Paul Otter,
- Ten oosten van Saint Paul Walrus.

Een eind verder naar het zuidoosten ligt Saint George. Beiden werden ontdekt in 1786 door Russische handelaren, waarbij St. George als eerst ontdekt werd.
De wolharige mammoet kwam voor op het eiland Saint Paul tot 6000 v.Chr.